# Гасснер, Александр
Александр Гасснер (нем. Alexander Gassner; род. 9 августа 1989, Прунду-Быргэулуй, Бистрица-Нэсэуд) — бывший немецкий скелетонист, чемпион мира среди юниоров (2010). Член сборной Германии по скелетону. Чемпион мира 2020 года в смешанных командных спусках. Призёр этапов Кубка мира. Бронзовый призёр чемпионатов мира 2017 и 2020 годов, призёр чемпионата Европы 2021 года. Участник зимних Олимпийских игр 2018 года.

## Спортивная карьера
В сборной с 2007 года. В соревнованиях на кубок мира дебютировал в декабре 2011 года. Чемпион мира среди юниоров (2010).
Лучший результат в общем зачете Кубка мира — второе место в сезоне 2020/21.
На чемпионате мира 2017 года в Кёнигсзе, в соревнованиях смешанных команд по бобслею и скелетону, он в составе интернациональной сборной сумел завоевать бронзовую медаль.
На чемпионате мира 2020 года в Альтенберге, он завоевал бронзовую медаль. Через год, в январе 2021 года на чемпионате Европы в Винтерберге он вновь стал третьим и завоевал бронзу континентального первенства.